# Myriogramme
Cet article concerne le genre d'algues rouges. Pour l’unité de mesure, voir Kilogramme.
Genre
Myriogramme est un genre d’algues rouges de la famille des Delesseriaceae. 

## Liste d'espèces
Selon AlgaeBase (26 juillet 2013) :
- Myriogramme alliacea (P.L.Crouan & H.M.Crouan) Athanasiadis
- Myriogramme auricularis E.Y.Dawson
- Myriogramme caespitosa E.Y.Dawson
- Myriogramme carnea (J.J.Rodríguez y Femenías) Kylin
- Myriogramme cartilaginea (Harvey) Womersley
- Myriogramme ciliata Yamada
- Myriogramme costata P.J.L.Dangeard
- Myriogramme distromatica J.J.Rodríguez y Femenías ex Boudouresque
- Myriogramme divaricata E.Y.Dawson
- Myriogramme eckloniae Stegenga, Bolton & R.J.Anderson
- Myriogramme goaensis V.Krishnamurthy & K.Varadarajan
- Myriogramme gunniana (J.D.Hooker & Harvey) Kylin
- Myriogramme heterostroma N'Yeurt, M.J.Wynne & Payri
- Myriogramme kerguelensis Levring
- Myriogramme kjellmanianum A.D.Zinova
- Myriogramme kylinii W.R.Taylor
- Myriogramme livida (J.D.Hooker & Harvey) Kylin (espèce type)
- Myriogramme manginii (Gain) Skottsberg
- Myriogramme melanesiensis N'Yeurt, M.J.Wynne & Payri
- Myriogramme minuta Kylin
- Myriogramme multilobata A.D.Zinova
- Myriogramme nightingaliensis Baardseth
- Myriogramme okhaënsis Børgesen
- Myriogramme polyneura Okamura
- Myriogramme prostrata (E.Y.Dawson, Neushul & Wildman) M.J.Wynne
- Myriogramme pulchra N.L.Gardner
- Myriogramme quilonensis Anil Kumar & Panikkar
- Myriogramme repens Hollenberg
- Myriogramme smithii (J.D.Hooker & Harvey) Kylin
- Myriogramme spectabilis (Eaton) Kylin
- Myriogramme tristromatica (J.J.Rodríguez y Femenías ex Mazza) Boudouresque
- Myriogramme undulata (Kützing) Kylin
- Myriogramme unistromaticum Coppejans
- Myriogramme variegata Yamada

Selon ITIS (26 juillet 2013) :
- Myriogramme caespitosa
- Myriogramme divaricata
- Myriogramme hollenbergi
- Myriogramme kjellmanianum
- Myriogramme livida (Hooker & Harvey) Kylin
- Myriogramme repens
- Myriogramme spectabilis
- Myriogramme variegata Yamada, 1944

Selon NCBI (26 juillet 2013) :
- Myriogramme livida
- Myriogramme manginii
- Myriogramme smithii

Selon World Register of Marine Species (26 juillet 2013) :
- Myriogramme alliacea (P.L.Crouan & H.M.Crouan) Athanasiadis, 1996
- Myriogramme caespitosa E.Y.Dawson, 1949
- Myriogramme carnea (J.J.Rodríguez y Femenías) Kylin, 1924
- Myriogramme cartilaginea (Harvey) Womersley, 2003
- Myriogramme ciliata Yamada, 1941
- Myriogramme costata P.J.L.Dangeard, 1949
- Myriogramme distromatica J.J.Rodríguez y Femenías ex Boudouresque, 1971
- Myriogramme divaricata E.Y.Dawson, 1944
- Myriogramme eckloniae Stegenga, Bolton & R.J.Anderson, 1997
- Myriogramme goaensis V.Krishnamurthy & K.Varadarajan, 1992
- Myriogramme gunniana (J.D.Hooker & Harvey) Kylin, 1924
- Myriogramme heterostroma N'Yeurt, M.J.Wynne & Payri, 2007
- Myriogramme kerguelensis Levring, 1944
- Myriogramme kjellmanianum A.D.Zinova, 1965
- Myriogramme kylinii W.R.Taylor, 1945
- Myriogramme livida (J.D.Hooker & Harvey) Kylin, 1924
- Myriogramme manginii (Gain) Skottsberg, 1953
- Myriogramme melanesiensis N'Yeurt, M.J.Wynne & Payri, 2007
- Myriogramme minuta Kylin, 1924
- Myriogramme multilobata A.D.Zinova, 1963
- Myriogramme nightingaliensis Baardseth, 1941
- Myriogramme okhaënsis Børgesen, 1931
- Myriogramme polyneura Okamura, 1932
- Myriogramme prostrata (E.Y.Dawson, Neushul & Wildman) M.J.Wynne, 1990
- Myriogramme pulchra N.L.Gardner, 1926
- Myriogramme quilonensis Anil Kumar & Panikkar, 1993
- Myriogramme repens Hollenberg, 1945
- Myriogramme smithii (J.D.Hooker & Harvey) Kylin, 1924
- Myriogramme spectabilis (Eaton) Kylin, 1924
- Myriogramme tristromatica (J.J.Rodríguez y Femenías ex Mazza) Boudouresque, 1987
- Myriogramme undulata (Kützing) Kylin, 1924
- Myriogramme unistromaticum Coppejans, 1983
- Myriogramme variegata Yamada, 1944